# اليخاندرو كامبانو هيرناندو
اليخاندرو كامبانو هيرناندو (بالإسبانية: Alejandro Campano)‏ (29 ديسمبر 1978 بإشبيلية في إسبانيا - ) هو لاعب كرة قدم إسباني في مركز الوسط. لعب مع إشبيلية أتلتيكو وخيمناستيك طركونة وريال مايوركا ب وريال مايوركا ونادي خيريث ونادي فاسلوي وDos Hermanas CF ‏.

## روابط خارجية
- اليخاندرو كامبانو هيرناندو على موقع قاعدة بيانات كرة القدم.إي يو (الإنجليزية)
- اليخاندرو كامبانو هيرناندو على موقع Soccerway.com (الإنجليزية)